# 瓦盧姆 (北達科他州)
瓦盧姆（英語：Walum）是位於美國北達科他州格里格斯縣的非建制地區。

## 歷史
瓦盧姆的郵局於1904年設立，其後於1973年停運。

## 地理
瓦盧姆所處的海拔為高於海平面438米（即1437英呎），而該地所採用的時區為UTC-6，即北美中部时区（CST）。同時該地設有夏令時間，為UTC-6調快一小時，即UTC-5（CDT）。